# マクロスM3
『マクロスM3』（マクロスエムスリー）は、2001年2月22日に発売されたドリームキャスト用の3Dシューティングゲーム。

## 概要
『マクロス デジタルミッション VF-X』、『マクロス VF-X2』といったPlayStation用の3Dシューティングと同様に、可変戦闘機を操作して8エピソード（計18ステージ）のミッションをクリアしていく構成となっている。可変戦闘機の3形態（ファイター、ガウォーク、バトロイド）ごとに機動力・攻撃力の長短があり、プレイ中の状況に応じて臨機応変に使い分けることが必要とされる。
従来の「マクロスシリーズ」で映像化されていない時代で、シリーズ第一作『超時空要塞マクロス』（1982-1983年放映、舞台は2009-2012年）から続編『マクロス7』（1994-1995年放映、舞台は2045-2046年）のあいだに位置する2014年から2030年を舞台にしており、河森正治、美樹本晴彦、板野一郎らシリーズの主要クリエーターも参加している。ドラマパートでは、『超時空要塞マクロス』と『マクロス7』の主要キャラクターであるマクシミリアン・ジーナス、ミリア・ファリーナ・ジーナス夫妻と、その養女となるモアラミア・ジフォンの家族愛を通し、『超時空要塞マクロス』から『マクロス7』に至るまでの流れが理解できる。また、設定やイラストのみで映像作品に未登場だった可変戦闘機を使用できることもセールスポイントのひとつで、VF-3000 クルセイダーやVF-9 カットラスは本作のために河森正治がデザインをリファインしている。
通常版のほか、初回限定のキャンペーン・リミテッドボックス版も発売された。特別仕様のパッケージにラミネートカードが付属する。

## システム
プレイヤーは各エピソード前にブリーフィングで作戦概要を指示されたあと、使用機体とキャラクター、プラグイン（オプション装備）を選択する。使用可能な機体とプラグインは前エピソードのスコアやクリアタイム次第で増えるため、作戦遂行以外にこれらの要素も重要となる。性能が高い機体ほど、プラグインの搭載キャパシティーも多い。
ストーリーモードの各エピソードは2ないし3のステージ構成で、制限時間内に任務を遂行できれば次に進める。ただし、各エピソードの第1ステージ（エピソード4のみ第2ステージ）は「制限時間の20％以上」を残してクリアしないと、次ステージがスキップされる。ゲーム中スキップを起こさなければ最終エピソードの展開が「GOOD END」になり、一度でもスキップすると「BAD END」になるというエンディング分岐方式を採っている。このほか、一度クリアしたステージをプレイできるフリーミッションモードも用意されている。
操作系は、基本的に前方にいる敵機を複数ロックオンできる（同時ロックオン数は機体性能による）。特殊機能としてブースト・サーチボタンを使うと、ファイターモードやガウォークモードでは瞬発的な加速、バトロイドモードでは敵機の自動補足が行われる。また、ボタンの組み合わせによって緊急回避、ミサイル一斉発射、フレア散布などの特殊アクション（テクニカルコマンド）が実行できる。どちらも使用限度があり、画面上のゲージで表示される（使用しなければゲージが回復する）。

## ストーリー
第一次星間大戦によって焦土と化した地球で、わずかに生き残った人類は、敵であった異星人ゼントラーディと共存社会を築き、種の保存のために2012年から宇宙移民計画を推進する。
生活圏の拡大によりふたたび平和な時代が訪れたかに見えたが、体制に従おうとしない一部のゼントラーディ人は辺境部の惑星で武装勢力を結成し、テロやゲリラ活動が活発化する。事態を憂慮した統合軍は、正規軍では対処困難な作戦にあたる特務部隊「ダンシング・スカル」を編成し、エースパイロットのマクシミリアン・ジーナス、ミリア・ファリーナ・ジーナス夫妻をその任に就かせる。
ダンシング・スカルは巡洋艦アルゲニクスに所属し、諜報部の極秘情報を受けて紛争地帯へ急行する。部隊の性質上、友軍の支援は望めないが、統合軍の誇るジーナス夫妻は過酷な状況を楽しむように戦場を舞う。そして、惑星クラストラニアの戦闘においてゼントラーディ人の少女兵モアラミア・ジフォンを捕獲したジーナス夫妻は、モアラミアを養女とし、かつひとりの兵士として育てることを決意する。

### ステージ
Episode 1 作戦名 - AERIAL DANCE
ステージ数 - 2
2014年、惑星ネオ・ヨーク上空にて、補給基地へ侵攻するゼントラーディ航空部隊を迎撃する。ステージ2ではスパイに盗まれたVF-4 ライトニングIIIと交戦する。
Episode 2 作戦名 - DANCING TIGHTROPE
ステージ数 - 3
2018年、惑星クラストラニアのニューナイルで発見された兵器開発基地を破壊する。ステージ3では未確認の新兵器バリアブル・グラージと交戦。機体とパイロットのモアラミアの捕獲を行う。
Episode 3 作戦名 - ESCOTE OF VISITOR
ステージ数 - 2
2020年、惑星ネオ・ヨーク上空にて、アルゲニクスに配備される最新鋭機VF-5000を護衛し、妨害する自由ヨーク同盟航空部隊を排除する。
Episode 4 作戦名 - BLACK CELEBRATION
ステージ数 - 3
2022年、惑星ニュー・エイジアにて、バイオハザード事故で放棄された統合軍生物研究施設を破壊する。無人防衛システム、巨大な昆虫型生物兵器と交戦する。このエピソードよりモアラミアが選択可能になる。
Episode 5 作戦名 - FEAST OF SANDSTORM
ステージ数 - 2
2028年、惑星スーシアにて、統合軍兵器研究プラントの移設作業を支援し、ゲリラ組織「鉄の規律」の攻撃を阻止する。地上での防衛戦のあと、上空で大型爆撃機を迎撃する。
Episode 6 作戦名 - FIRE CARNIVAL
ステージ数 - 2
2029年、資源惑星ダハン衛星軌道上にて、テロ勢力「ストラグル」の活動を警戒する。フォールドアウトしてきた敵戦艦から放たれる機動兵器と交戦する。
Episode 7 作戦名 - DEVIL GATE DRIVE
ステージ数 - 2
2030年、惑星ベルファンにて、統合軍反乱部隊に占拠された基地内に強行突入し、拉致された首席補佐官を救出する。試作機VFX-11の実戦テストも兼ねている。このエピソードは、書籍『THIS IS ANIMATION Special マクロスプラス』（小学館、1995年、70頁）において設定されたものを再現している。
Episode 8 作戦名 - DANCING SKULL
ステージ数 - 1+分岐a,b
2030年、惑星スーシア上空にて、統合軍司令部へ接近する謎の飛行物体を迎撃する。「システム」の節で述べたように、それまでのクリア状況によりエピソードの内容が分岐し、「GOOD END」と「BAD END」ではストーリー進行や敵最終兵器の形態が異なる。

## 登場人物
ナレーションは『超時空要塞マクロス』同様、小原乃梨子が担当している。
マクシミリアン・ジーナス
声 - 速水奨
ダンシング・スカル隊のパイロット。愛称はマックス。ゼントラーディ軍との第一次星間大戦で活躍した統合軍の天才パイロット。コードネームはブルースカル。

ミリア・ファリーナ・ジーナス
声 - 竹田えり
ダンシング・スカル隊のパイロットで、マックスの妻。もとはゼントラーディ軍のエースパイロットで、大戦中にマックスと惹かれあい、史上初の星間結婚を成し遂げた。コードネームはクリムゾンスカル。

モアラミア・ジフォン（モアラミア・ファリーナ・ジーナス）
声 - 半場友恵
ゼントラーディ人の反乱勢力におけるゲリラの一員で、幼年体（子供）ながらその能力を買われて第一線で戦っていた。戦闘種族としての誇りを持ち、みずからを「ゼントラーディの戦う星」と称する。
2018年、惑星クラストラニアにおいて兵器開発基地を急襲したダンシング・スカルの迎撃にバリアブル・グラージで出撃するが、激しい空中戦のすえに撃墜される。捕虜となり反抗するが、同じゼントラーディ人であるミリアの説得で心を開き、マイクローン・サイズとなったうえでジーナス夫妻の養女「モアラミア・ファリーナ・ジーナス」となる。
戦闘以外の思考については、その年齢を考えても非常に未発達であったが、両親との交流で次第に文化的な感情や情操を身につけていく。のちに正式にダンシング・スカル隊の一員となり、両親とともに活躍する。
髪は紫色のショートで、ダンシング・スカル隊でのコードネームはパープルスカル。
統合軍から実験体的な扱われかたをしながら戦功を挙げていくが、次第にその軍のなかでの存在に疑問を抱き、「戦い以外の本当の地球の文化」を学ぶために、みずから軍を去ることを決心する。

## 登場兵器

### 統合軍
- 可変戦闘機
  - VF-1J バルキリー
  - VF-4 ライトニングIII
  - VF-3000 クルセイダー
  - VF-5000 スターミラージュ
  - VF-9 カットラス
  - VFX-11
  - VF-14 バンパイア
  - バリアブル・グラージ - コクピット等をマイクローンサイズに改修。
- 宇宙巡洋艦アルゲニクス

### ゼントラーディ勢力
- リガード
- グラージ
- ヌージャデル・ガー
- クァドラン・ロー
- バリアブル・グラージ - ゼントラーディ巨人兵仕様。
- デストロイド
  - トマホーク
  - ディフェンダー
  - スパルタン
  - ファランクス
  - モンスター

## 隠し要素
サウンド装備プラグイン
一度ゲームクリアすると、次プレイからBGMにリン・ミンメイの曲を聴けるプラグインを使用できる。「GOOD END」の場合は「愛・おぼえていますか」、「BAD END」の場合は「小白竜（シャオ・パイ・ロン）」。
『マクロスプラス』の機体
エンディングで表示されるURLから翔泳社の本作公式サイト（現在は閉鎖）内のクイズページにアクセスし、一定数正解するとパスワードを取得できる。これをゲームのインターネットモードで入力すると、『マクロスプラス』に登場する高性能機YF-19かYF-21のいずれかが使用可能となる。フリーミッションモードのみだが、段違いの基本性能を持つ機体でのプレイができるようになる。

## テーマ曲
オープニングテーマ「BRING IT ON」
作詞 - Brian Peck、飯塚昌明 / 編曲 - 飯塚昌明 / 歌 - 中村裕介
エンディングテーマ「NEVER ENDING WORLD」
作詞 - Brian Peck、中村裕介 / 編曲 - 中村裕介 / 歌 - 中村裕介、染谷由紀乃

## 関連商品
マクロスM3 SOUND FILE
BGM、テーマ曲など12曲を収録。2001年2月21日、ビクターエンタテインメントより発売。